# Mont (Saône-et-Loire)
Mont is een gemeente in het Franse departement Saône-et-Loire (regio Bourgogne-Franche-Comté) en telt 194 inwoners (1999). De plaats maakt deel uit van het arrondissement Charolles.

## Geografie
De oppervlakte van Mont bedraagt 15,8 km², de bevolkingsdichtheid is 12,3 inwoners per km².
De onderstaande kaart toont de ligging van Mont (Saône-et-Loire) met de belangrijkste infrastructuur en aangrenzende gemeenten.

## Demografie
Onderstaande figuur toont het verloop van het inwonertal (bron: INSEE-tellingen).